# Modèle entité-association
Pour les articles homonymes, voir ERD.
 (décembre 2012).
Si vous disposez d'ouvrages ou d'articles de référence ou si vous connaissez des sites web de qualité traitant du thème abordé ici, merci de compléter l'article en donnant les références utiles à sa vérifiabilité et en les liant à la section « Notes et références ».

Un artiste peut jouer une chanson.

Le modèle entité-association (MEA) (le terme « modèle-entité-relation » est une traduction erronée largement répandue[réf. souhaitée]), ou diagramme entité-association ou en anglais « Entity-Relationship Diagram », abrégé en ERD, est un modèle de données ou diagramme pour des descriptions de haut niveau de modèles conceptuels de données. Il a été conçu par Peter Chen dans les années 1970 afin de fournir une notation unifiée pour représenter les informations gérées par les systèmes de gestion de bases de données de l'époque. Il fournit une description graphique pour représenter des modèles de données sous la forme de diagrammes contenant des entités et des associations. De tels modèles sont utilisés dans les phases amont de conception des systèmes informatiques.  
Ils sont utilisés, par exemple, pour décrire les besoins en information et/ou le type d'information qui doit être enregistré dans les bases de données pendant la phase d'élaboration du cahier des charges. La technique de modélisation des données peut être utilisée pour décrire toute ontologie (i.e. une vue globale et des classifications des termes utilisés et de leurs relations) dans un domaine d'intérêt. 
Dans le cas de la conception par la méthode Merise d'un système d'information construit sur une base de données, le modèle conceptuel de données est, à un stade ultérieur, transformé en modèle logique de données, tel que le modèle relationnel ; puis ce modèle est transformé en modèle physique pendant la phase de conception physique. Quelquefois, ces deux dernières phases sont appelées "conception physique".
Cette méthode est employée depuis les années 1970 pour concevoir les bases de données informatiques.

## Principe du modèle
Au niveau conceptuel, le modèle entité-association distingue les objets et leurs associations :
- Les objets de gestion sont par exemple : une commande, une livraison, une facture, un produit...
- Les associations entre les objets sont des liens tels que : "contient" entre l'objet "commande" et l'objet "produit".

Les objets sont représentés par des rectangles, les associations par des ellipses ou des losanges. 
Les entités ou associations, ont des propriétés ou attributs.
Une commande peut contenir plusieurs (n) produits, et réciproquement un même produit peut appartenir à plusieurs (n) commandes. 
Lorsque le langage EA est utilisé pour élaborer des bases de données, on appelle "modèle conceptuel", le modèle EA qui exprime notre compréhension des informations présentes dans le système. Ce modèle conceptuel donne ensuite lieu à d'autres modèles dits "logique" et "physique" qui expriment respectivement la traduction du modèle conceptuel dans un paradigme particulier (relationnel, réseau, objet...) et "physique" qui est enfin sa traduction conformément aux contraintes et spécificités d'un système de gestion de bases de données spécifique. Selon la méthodologie employée, ces deux derniers modèles ne sont alors plus nécessairement exprimés selon le langage EA. 

## Utilisation du modèle
Le modèle entité/association a été très employé pour l'automatisation des processus de gestion dans les années 1970 et 1980. Il est utile pour rationaliser les traitements administratifs : la comptabilité, la paye, la facturation, l'administration des ventes, les achats, le service client...
Progressivement tous les domaines de gestion ont été gérés en utilisant ces modèles.

## Intégration dans un méta-modèle d’urbanisme
À cette époque, les modèles tenaient très peu compte du contexte (voir communication et modèle de Claude Shannon, 1948). Les seules relations entre entreprises (à de rares exceptions près) s'effectuaient par l'intermédiaire des systèmes informatiques des sociétés financières. 
La multiplication des flux d'information de l'entreprise avec ses partenaires (extranet), ainsi qu'avec ses parties prenantes (internet, messages électroniques), modifie en profondeur la perception de l'environnement, et révèle des transformations sociétales profondes avec la nécessité d'adapter les stratégies.
Si l'on continue d'utiliser les modèles (données et traitements) comme on l'a fait par le passé, d'une façon séquentielle, on risque de se trouver dépassé par rapport aux enjeux des projets complexes actuels, liés à l'innovation dans un monde rendu très ouvert et interactif par l'apparition des technologies web.
Le passage à des modèles de gestion orientés autour de processus métiers moins linéaires est devenu nécessaire, afin de rendre compte des interactions multi-métiers, multi-règles, et multi-domaines des entreprises modernes. 
Dans ce contexte, le modèle entité-association conserve tout son intérêt pour définir les structures de données et les ontologies qui sont à la base des interactions des processus les uns avec les autres. 
Il s'agit d'intégrer les processus métier et les structures de données du système d'information dans un méta-modèle d’urbanisme (voir aussi diagrammes de classes UML), pour permettre l'interaction multi-métiers, multi-domaines, et multi-règles.
Les processus physiques, les langages de modélisation des processus métier et les workflows doivent pouvoir utiliser les données dans des architectures orientées services (SOA).